# Suzanne Burrier
Suzanne Burrier, née Moreau le 14 mars 1901 à Montluçon et morte le 14 juillet 2013 dans sa ville natale, est la doyenne des Français, du 28 mai 2013 jusqu'à sa mort.

## Biographie
Suzanne Marguerite Moreau est née le 14 mars 1901 dans la maison de ses parents située Rue de Marignon, dans le quartier de Rimard à Montluçon.
Elle est la fille d'un employé de bureau, Jean Marien Moreau, et de Marie Gabrielle Aubel.
Le 31 mai 1924, elle se marie à Antoine Burrier, dans la commune de Fuissé, située dans la Saône-et-Loire, près de Mâcon.
Alors qu'elle vivait toujours chez elle à Montluçon, elle succède en tant que doyenne des Français à Irénise Moulonguet morte le 28 mai 2013 en Martinique à l’âge de 112 ans.